# Uppsala Gymnastikförening
Uppsala Gymnastikförening i Uppsala bildades 1914. Föreningen har cirka 1 000 medlemmar och bedriver allt från barn- och ungdomsverksamhet till trampolin på elitnivå samt vuxengymnastik i form av Gymix.

## Historia
Uppsala GF bildades 22 maj 1914 under namnet "Sällskapet för Frivilliga Gymnastikens Främjande i Uppsala". Initiativet togs av kaptenen Hjalmar Ekstedt, som utarbetade ett förslag till stadgar och arbetsplan. Syftet var och är fortfarande enligt stadgarnas § 1, ”att inom Uppsala stad sprida kunskap om och höja intresset för den svenska gymnastiken och i möjligaste mån bereda allmänheten tillfälle till dess utövande genom att hålla igång egna gymnastikavdelningar, upprätta nya samt, i den mån Främjandets ekonomi medgiver, understödja anslutna föreningar, som idka svensk gymnastik. Dessutom vill man verka för folkhälsans främjande och ungdomens sunda fostran.”
I början bedrevs enbart motionsgymnastik i manliga och kvinnliga avdelningar. Så småningom startades även pojkavdelningar. 
Under årens lopp har föreningen haft tre olika namn. Först Sällskapet för Frivilliga Gymnastikens Främjande i Uppsala, efter en omorganisation blev det Uppsala Gymnastikfrämjande och 1994 när stadgarna i föreningen förnyades antogs också föreningens nuvarande namn Uppsala Gymnastikförening.

## Verksamhet
Verksamheten bedrivs i form av:

### Basgymnastik
- Barn- och ungdomsverksamheten. I barngymnastiken kan man tävla i KM (Klubbmästerskapen) på våren och delta i den årliga juluppvisningen. Barngymnastiken riktar sig till både flickor och pojkar i åldrarna 4–10 år. Verksamheten bedrivs på Domarringens skola med tre olika åldersgrupper: 4–6, 7–10 samt en fortsättningsgrupp som satsar lite mer på gymnastiken.
- Familjegymnastik. Gruppen startade som ett projekt 2013 med ambitionen att engagera föräldrar och hela familjen i gymnastikträning.
- Gymnastikskolan som kombinerar träning för barn, både pojkar och flickor, mellan 7 och 13 år. Gymnastikskolan startades 1995.
- Trupp. UGF har idag en pojktrupp bestående av 11 gymnaster. De grenar man tävlar på är hopp, matta/tumbling och fristående.
- Vuxengymnastik.Både trampolin och redskapsgymnastik har från start varit en naturlig del av träningsformatet för gruppen.

### Elitverksamhet
- MAG (Manlig artistisk gymnastik). De redskap som används är matta, ringar, bygelhäst, hopp, ringar och räck.
- Trampolin som består av tre olika grenar; individuell trampolin, synkron trampolin och dubbeltrampett (DMT).

### Gymix/Gympa
Gymmix/Gympa inriktar sig på motion, friskvård, hälsa och rörelseglädje. 
Namnet Gymmix började redan användas på 1990-talet. År 2008 gjorde Svenska Gymnastikförbundet en relansering av konceptet. Gymmix är Svenska gymnastikförbundets registrerade varumärke för kvalitetssäkrad gruppträning och med gemensamma marknadsföringsaktiviteter. Uppsala gymnastikförening certifierades redan 2009, som nr 18 i landet.
- Komigång-Gympa.
- LättGympa.
- Cirkelträning. Styrke- och koordinationsträning vid stationer.
- Pilates kombinerar styrketräning, stretchning och yoga.
- SeniorGympa
- Vattengympa